# Get Thrashed
Get Thrashed es un documental dirigido por Rick Ernst y como "protagonistas" Lars Ulrich, Sully Erna, Frank Bello, Death Angel, Dave Mustaine y muchos otros.

## Resumen
Get Thrashed cuenta la historia del thrash metal y muestra el impacto que tuvieron las bandas Megadeth y Metallica (entre otras) en las bandas de Thrash de hoy en día. 
En resumen, muestra la historia de la música dura y pesada de los años 80 y 90s, contada por las personas que la vivieron.